# Embury P. Clark
Embury Philip Clark (* 31. März 1845 in Buckland, Massachusetts; † 12. Juli 1928 in Springfield, Massachusetts) war ein US-amerikanischer Generalmajor der Massachusetts Volunteer Milita.

## Leben
Embury P. Clark wurde am 31. März 1845 in Buckland im Franklin County des US-Bundesstaates Massachusetts als Sohn von Chandler Clark und Joanne Woodward geboren. Er hatte mindestens zwei Schwestern und zwei Brüder. 1858 zog die Familie nach Holyoke, wo sein Vater als Schuhmacher arbeitete. Schon kurz nach der Ankunft begann Embury P. Clark in einem Lebensmittelladen zu arbeiten. 1862 nahm Clark im Alter von nur 17 Jahren in der B-Kompanie des 46. Massachusetts-Freiwilligenregiments am Sezessionskrieg teil. Er kämpfte neun Monate lang in North Carolina sowie in der Potomac-Armee und wurde bis zum Korporal befördert. Nach seinem Ausscheiden aus der Armee arbeitete Clark einige Jahre in einer Apotheke, bevor er Zahlmeister eines großen Fertigungsbetrieb wurde. 1868 trat Clark als Freiwilliger der Massachusetts Volunteer Militia bei und wurde Unteroffizier in der K-Kompanie des 2. Milizregimentes. 1869 wurde er Hauptmann und befehligte fortan die D-Kompanie. Die Beförderung zum Major folgte 1871 und die zum Oberstleutnant 1875. Im Zuge der Neuordnung der Miliz 1876 wurde er wie die anderen Offiziere oberhalb des Hauptmann-Rangs ehrenvoll aus der Miliz entlassen, er trat ihr bereits 1878 Hauptmann wieder bei und kommandierte bis 1879 die neugebildete D-Kompanie. 1879 wurde er wieder zum Oberstleutnant befördert und wurde 1889 Oberst. Bei Beginn des Spanisch-Amerikanischen Krieges 1898 wurde Embury P. Clark mit der Aufstellung des 2. Massachusetts-Freiwilligenregiments betraut. Mitglieder des Regiments waren bevorzugt im 2. Milizregiments, aber durch kriegsunwillige Milizionäre entstandene Lücken wurden auch durch andere Kriegsfreiwillige gefüllt. An der Spitze seiner Regiments nahm Clark an dem Feldzug gegen Santiago de Cuba teil und kämpfte in der Schlacht von El Chaney. Während des Feldzugs kommandierte er auch übergangsweise für sieben Tage die 1. Brigade. Nach Kriegsende erhielt er 1899 vom US-Präsident William McKinley den Brevet-Rang eines Brigadegenerals der Miliz für seine Tapferkeit in der Schlacht von El Chaney. 1904 erhielt er auch die Dienststellung eines Brigade-Generals und befehligte die 1. Milizbrigade bestehend aus dem 2. und dem 6. Milizregiment. 1911 ging er im Rang eines Generalmajors in den Ruhestand.
1866 heiratete Embury P. Clark in Greenfield Eliza A. Seaver. Mit ihr hatte er die Kinder Catherine, Edward S., Frederick B. und Alice M. 1910 heiratete er Mae Minerva Ziegler. Clark, ein Republikaner, engagierte sich auch politisch in Holyoke. Von 1876 bis 1993 war er gewählter Stadtbeauftragter von Holyoke für die Wasserversorgung und von 1876 bis 1891 Mitglied des Schulrates. 1893 wurde Clark zum Sheriff des Hampden County gewählt. Über acht Wiederwahlen hatte er das Amt 35 Jahre bis zu seinem Tod inne. Außerdem war Clark, Mitglied in verschiedenen Kirchenchören, Gründer und Präsident eines Chorverbands in der Stadt und Präsident einer Musikerorganisation im Connecticut Valley.
Embury P. Clark verstarb am 12. Juli 1928 überraschend an den Folgen einer Blinddarmoperation in Springfield im Alter von 82 Jahren. Anlässlich seiner Todes wurden die Flaggen aller Verwaltungsgebäude des Hampden Countys auf halbmast gesetzt.